# Acalypha skutchii
Acalypha skutchii là một loài thực vật có hoa trong họ Đại kích. Loài này được I.M.Johnst. mô tả khoa học đầu tiên năm 1938.